# Кутовий розмір

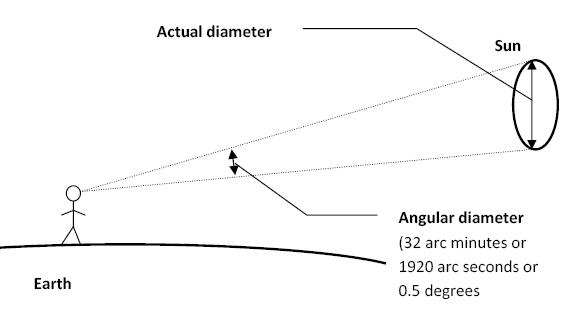
Кутовий діаметр: кут, який займає об'єкт

Кутовий розмір — це кут між лініями, що з'єднують діаметрально протилежні точки вимірюваного об'єкта і очей спостерігача.
Під кутовим розміром може також розумітися не плоский кут, під яким видно об'єкт, а тілесний кут.
Якщо відрізок довжиною D перпендикулярний лінії спостереження (більше того, вона є серединним його перпендикуляром) і знаходиться на відстані L від спостерігача, то точна формула для кутового розміру цього відрізка: {\displaystyle 2\,\operatorname {arctg} {\frac {D}{2L}}}. Якщо розмір тіла D малий у порівнянні з відстанню від спостерігача L, то кутовий розмір (в радіанах) визначається відношенням D/L, так як {\displaystyle \operatorname {tg} \alpha \approx \alpha } для малих кутів. При віддаленні тіла від спостерігача (збільшенні L), кутовий розмір тіла зменшується.
Поняття кутового розміру дуже важливо в  геометричній оптиці, і в особливості стосовно до органу зору — очей. Око здатне реєструвати саме кутовий розмір об'єкта. Його реальний, лінійний розмір визначається мозком по оцінці відстані до об'єкта і з порівняння з іншими, вже відомими тілами

## В астрономії

Порівняння кутових розмірів Сонця, Місяця і планет. Розміри наведені в кутових хвилинах (′) і секундах (″) Ілюстрація наведена не в масштабі: для того, щоб отримати точне уявлення про розміри, потрібно розглядати це зображення з відстані, яка перевищує в 102.6 раз ширину кола Moon: max. Наприклад, якщо діаметр цього кола на вашому моніторі становить 10 см, то дивитися треба з відстані 10,26 м.

Кутовий розмір астрономічного об'єкта, видимий з  Землі, зазвичай називається кутовим діаметром або видимим діаметром. Внаслідок віддаленості всіх об'єктів, кутові діаметри планет та зірок дуже малі і вимірюються в  кутових хвилинах (′) і секундах (″). Наприклад, середній видимий діаметр Місяця дорівнює 31′05″ (внаслідок  еліптичності місячної орбіти кутовий розмір змінюється від 29′24″ до 33′40″), що становить приблизно 0,5°. Середній видимий діаметр Сонця — 31′59″ (змінюється від 31′27″ до 32′31″). Видимі діаметри зірок надзвичайно малі і лише у небагатьох світил досягають декількох сотих часток секунди.